# Svenska mästerskapen i längdskidåkning 1973
Svenska mästerskapen i längdskidåkning 1973 arrangerades i Lycksele.

## Medaljörer, resultat

### Herrar
| Gren              | Guld                                                              | Guld                                                              | Silver            | Silver        | Brons                               | Brons              |
| 15 km             | Thomas Magnuson                                                   | Delsbo IF                                                         | Jan Halvarsson    | Hammerdals IF | Esbjörn Ulvenvall Lars-Göran Åslund | IFK Mora Åsarna IK |
| 30 km             | Lars-Arne Bölling                                                 | IFK Mora                                                          | Thomas Magnuson   | Delsbo IF     | Lars-Göran Åslund                   | Åsarna IK          |
| 50 km             | Thomas Magnuson                                                   | Delsbo IF                                                         | Lars-Göran Åslund | Åsarna IK     | Sven-Åke Lundbäck                   | Bergnäsets AIK     |
| Stafett 3 x 10 km | IFK Mora (Hans-Erik Larsson, Bjarne Andersson, Lars-Arne Bölling) | IFK Mora (Hans-Erik Larsson, Bjarne Andersson, Lars-Arne Bölling) |                   |               |                                     |                    |
| Lagtävling 15 km  | IFK Mora                                                          | IFK Mora                                                          |                   |               |                                     |                    |
| Lagtävling 30 km  | IFK Mora                                                          | IFK Mora                                                          |                   |               |                                     |                    |
| Lagtävling 50 km  | IFK Mora                                                          | IFK Mora                                                          |                   |               |                                     |                    |

### Damer
| Gren             | Guld                                                        | Guld                                                        | Silver        | Silver    | Brons            | Brons       |
| 5 km             | Eva Olsson                                                  | Delsbo IF                                                   | Gudrun Fröjdh | Delsbo IF | Görel Partapuoli | Lycksele IF |
| 10 km            | Eva Olsson                                                  | Delsbo IF                                                   | Meeri Bodelid | IK Ymer   | Barbro Tano      | IFK Kiruna  |
| Stafett 3 x 5 km | Delsbo IF (Margareta Hermansson, Gudrun Fröjdh, Eva Olsson) | Delsbo IF (Margareta Hermansson, Gudrun Fröjdh, Eva Olsson) |               |           |                  |             |
| Lagtävling 5 km  | Delsbo IF                                                   | Delsbo IF                                                   |               |           |                  |             |
| Lagtävling 10 km | Delsbo IF                                                   | Delsbo IF                                                   |               |           |                  |             |

### Webbkällor
- Svenska Skidförbundet